# 断続器
断続器（だんぞくき、英: Interrupter）とは、電気回路・電子回路で用いられる開閉器やスイッチの一種。
電流をオン・オフさせるための部品で、特に高速で電流のオン・オフを繰り返すものを指すことが多い。電気接点やばねなどを有する機械式のものでは、これらができるだけ長寿命となるように特殊な構造となっている。